# 劉濟 (正德進士)
劉濟（1487年—？），字汝楫，騰驤右衛籍，陝西藍田縣（今陝西省西安市藍田縣）人，明朝官員，大禮議事件人物。

## 生平
定州學生。弘治十四年（1501年）順天府鄉試第三十三名舉人。正德六年（1511年）登辛未科会试第228名，三甲129名進士。授翰林院庶吉士，改吏科給事中。山西巡撫李鉞彈劾左右布政使倪天民、陳達，吏部請黜免，武宗不許，劉濟上疏論爭未果。武宗巡遊宣府、榆林的，劉濟多次上疏請帝回鑾。武宗詔封許泰、江彬為伯爵，劉濟又與諸給事中力爭，皆不報。
明世宗繼位，劉濟外任審核甘肅邊餉，奏請革除涼州分守中官及永昌新添遊兵，升工科左給事中。嘉靖元年（1522年），升任刑科都給事中，期間論救主事陳嘉言等人。大禮議事件中，因參與左順門事件而受廷杖，被謫戍遼東，死於戍所。
隆慶元年（1567年），追復官職，贈太常寺少卿。

## 家族
曾祖劉得川；祖父劉傑；父劉亨，曾任教諭，母宗氏。慈侍下。兄劉瀹、劉澍（嘉靖進士）；弟劉汲、劉潜。

## 延伸阅读
[在维基数据编辑]
 《明史卷一百九十二》，出自《明史》